# Tram van Riga

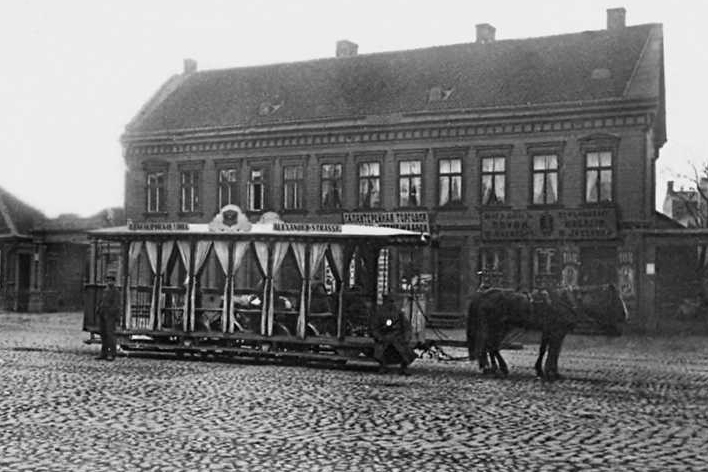
Paardentram omstreeks 1900 op de Alexanderstrasse (Lets: Brīvības iela).

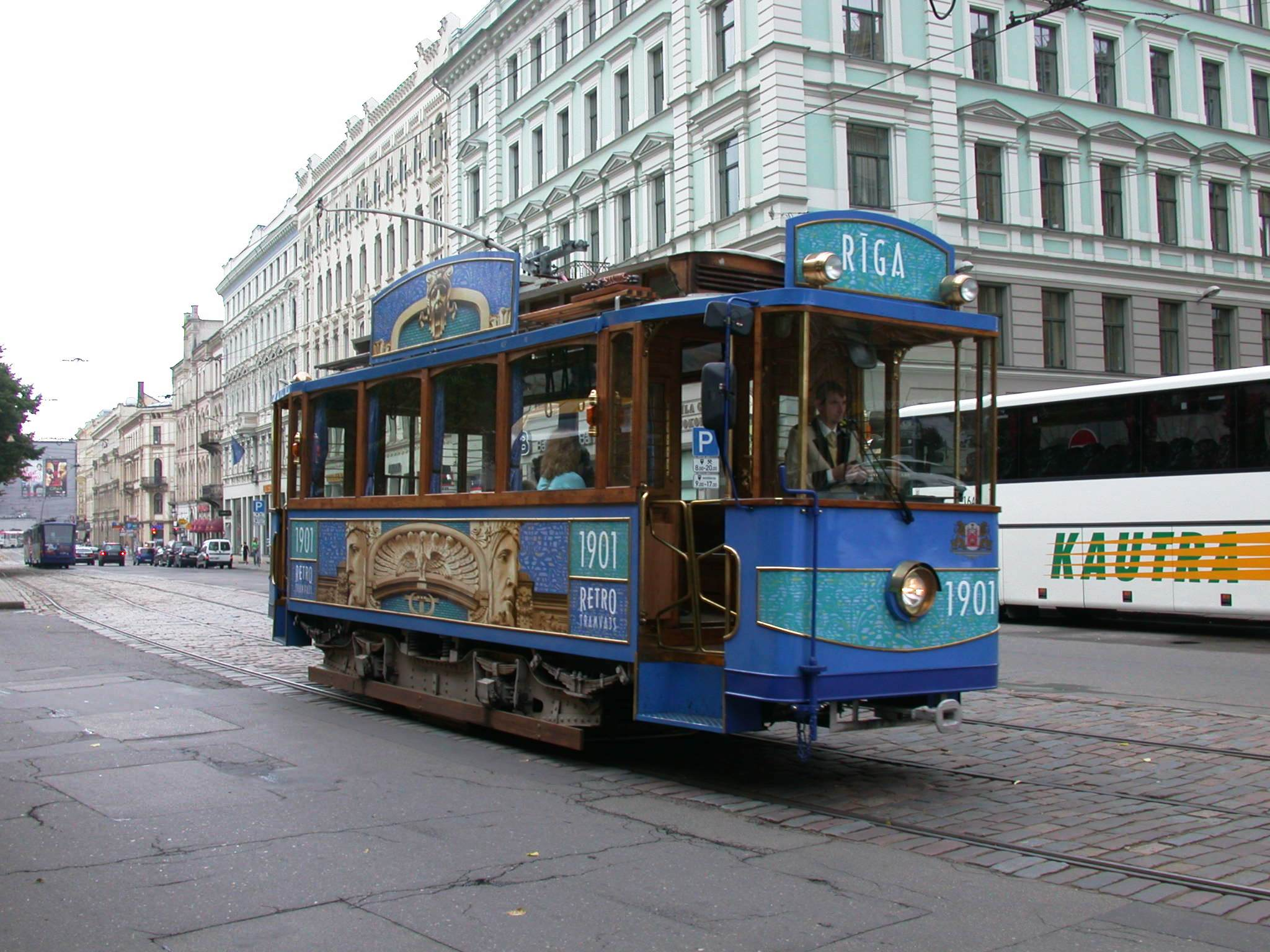
Tweeassige museumtram bij de Letse Nationale Opera in Riga; 2007.

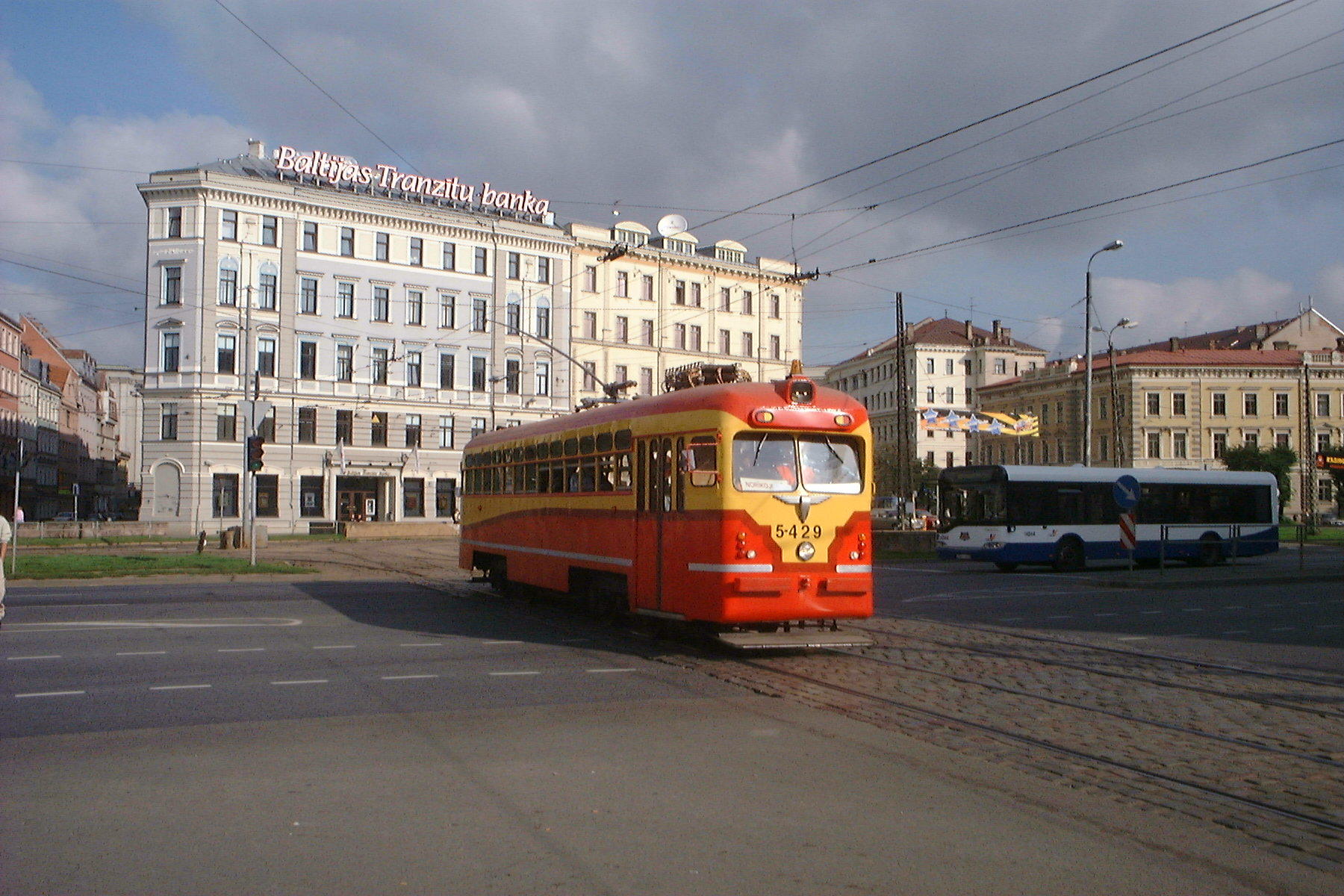
Vierassige museumtram uit de jaren vijftig; 2004.

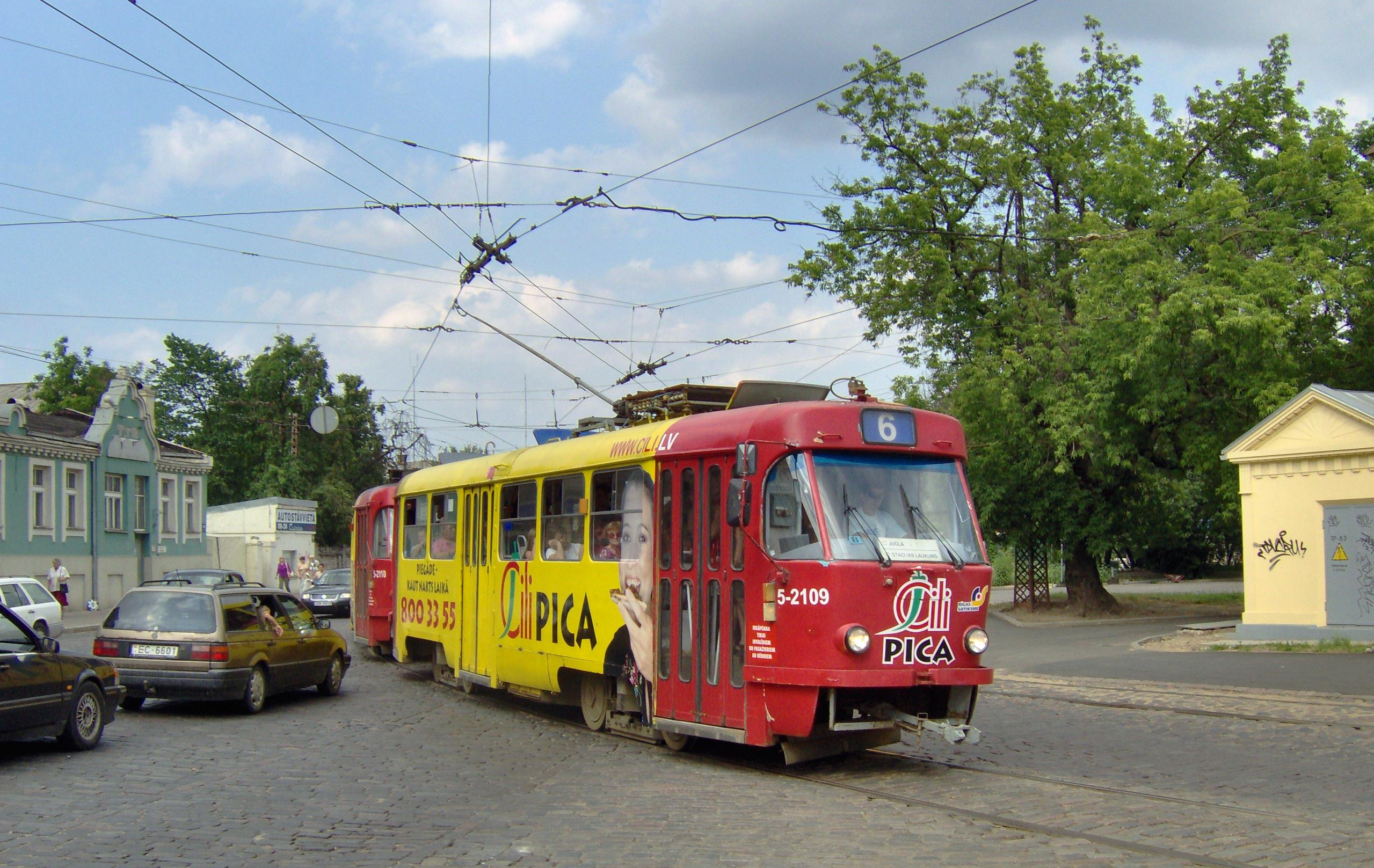
ČKD Tatra T3SU; 2006.

De Tram van Riga is een van de drie trambedrijven in Letland en werd op 23 augustus 1882 geopend. Er zijn nu negen lijnen, die het net met een totale lengte van 99,52 kilometer berijden. De 252 tramwagens zijn in drie tramremises ondergebracht.

## Geschiedenis
Op 23 augustus 1882 werd de eerste paardentramlijn in Riga geopend. Het bedrijf had 95 paarden. Vanaf 1900 werd het net door de Rigaer Strassenbahn Aktien-Gesellschaft geëlektrificeerd. Riga beschikt daarmee na Liepāja (Duits: Libau) over het op een na oudste elektrische tramnet in Baltische staten. De eerste elektrisch bereden lijn reed vanaf 23 juli 1900 op de Alexanderstrasse (Lets: Brīvības iela). Van 1901 tot 1914 werden negen nieuwe lijnen met een totale lengte van circa 50 kilometer geopend. In 1914 beschikte de tram over 16 lijnen. In het jaar daarvoor werden circa 52,1 miljoen passagiers vervoerd.
Tijdens en na de Eerste Wereldoorlog daalden de vervoersprestaties van de tram. In 1928 waren er negen lijnen, die 48,2 miljoen passagiers vervoerden. Na de Tweede Wereldoorlog bleef de status quo grotendeels gelijk.
In de jaren vijftig en zestig werd de tram steeds meer door autobussen en trolleybussen verdrongen en diverse lijnen werden opgeheven. De neergang ging voort tot in de jaren tachtig en werd beëindigd met de opening van een lijn naar Imanta in 1984.

## Lijnen
Sinds 16 mei 2013 rijden de volgende lijnen:
| Lijn | Route                                      |
| ---- | ------------------------------------------ |
| 01   | Imanta – Jugla                             |
| 02   | Centrāltirgus – Tapešu iela                |
| 03   | Jugla – Tirdzniecības centrs 'Dole'        |
| 05   | Iļģuciems – Mīlgrāvis                      |
| 07   | Ausekļa iela – Tirdzniecības centrs 'Dole' |
| 09   | Aldaris – Tirdzniecības centrs 'Dole'      |
| 10   | Centrāltirgus – Bišumuiža                  |
| 11   | Ausekļa iela – Mežaparks                   |

## Wagenpark
Het bedrijf wordt geëxploiteerd met twee tramtypen van de Tsjecho-Slowaakse fabriek ČKD Tatra. De vanaf 1974 geleverde 190 wagens van het Type T3 rijden nu gerenoveerd als T3A. Van de 62 wagens van het vanaf 1988 geleverde Type T6B5 werden er 30 wagens gerenoveerd. Deze rijden nu met de aanduiding T3MR. De overige wagens werden buiten dienst gesteld.
Sinds 1 juni 2010 rijdt het eerste testvoertuig van het type 15T van de Tsjechische fabriek Škoda. Tot 2012 waren er totaal 26 lagevloertrams afgeleverd, zodat toen lijn 6 buiten de spitsuren volledig, en lijn 11 gedeeltelijk met de lagevloertrams bereden werd.
| Fabrikant | Type                | Aflevering  | Aantal                 | Opmerkingen                                                        |
| --------- | ------------------- | ----------- | ---------------------- | ------------------------------------------------------------------ |
| ČKD Tatra | T3SU                | 1974-1987   | 190                    | Na modernisering nu als T3A                                        |
| ČKD Tatra | T6B5SU              | 1988-1990   | 062 (32 buiten dienst) | Na modernisering nu als T3MR                                       |
| Škoda     | 15T1 Riga (ForCity) | 2010-2011   | 20                     | 3-delige lagevloer-gelede trams, vloerhoogte 320 mm boven de rails |
| Škoda     | 15T1 Riga (ForCity) | sedert 2012 | 6 (stand nov. 2012)    | 4-delige versie van de Škoda 15T Riga                              |

## Foto’s van de huidige trams in Riga

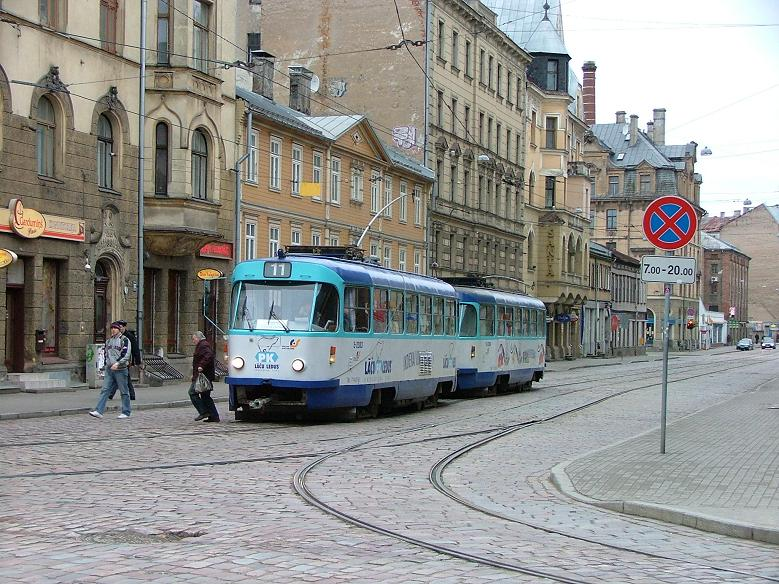
ČKD Tatra T3SU in de oude binnenstad van Riga.
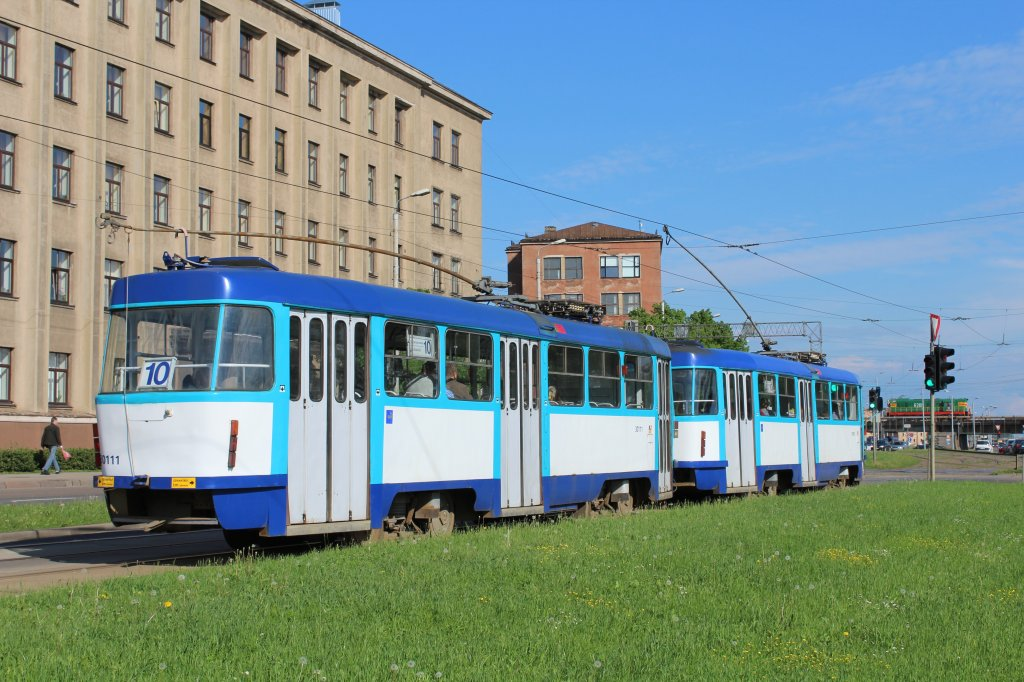
ČKD Tatra T3SU. Goed zichtbaar zijn de trolleystangen.
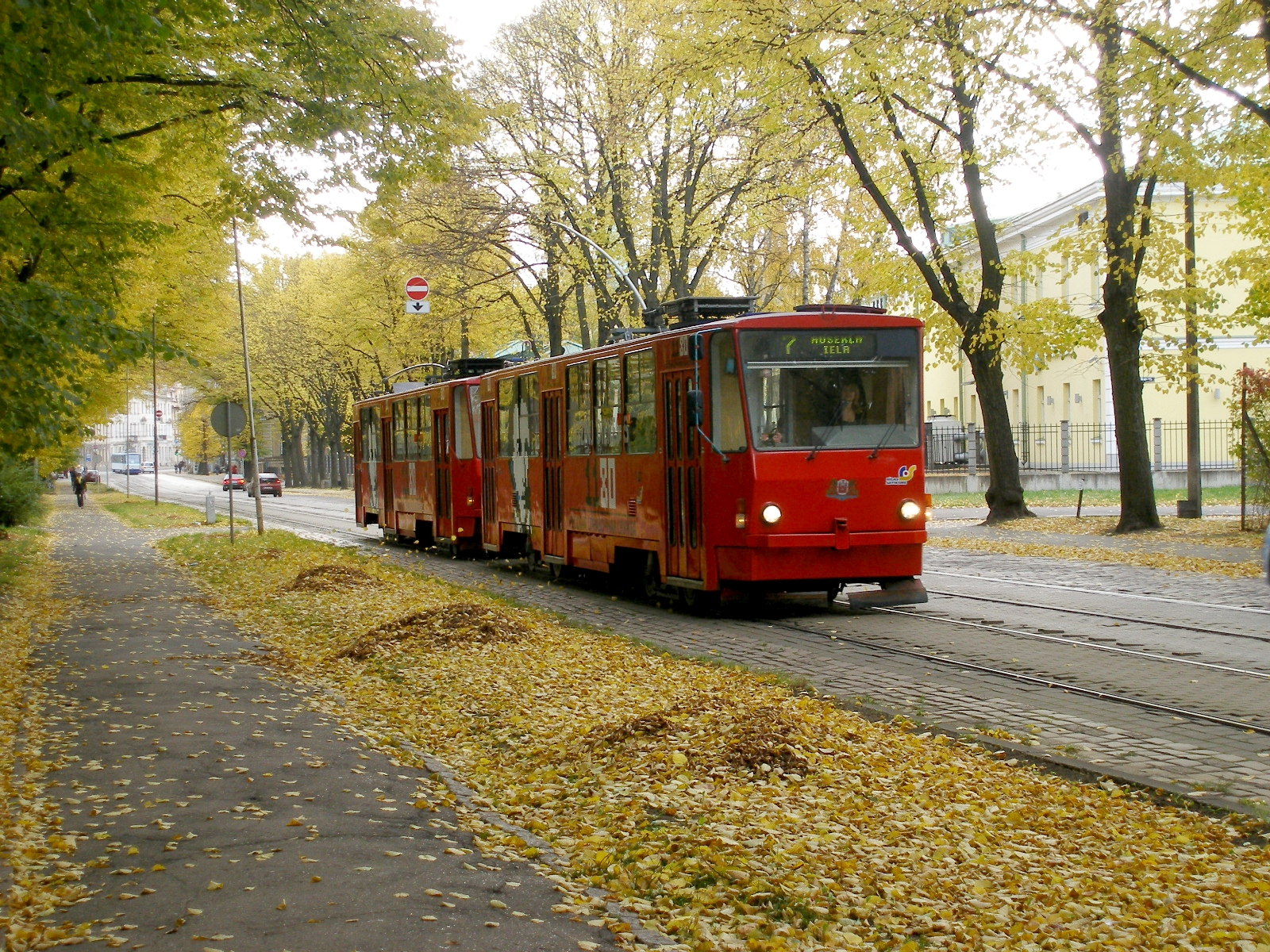
ČKD Tatra T6B5SU; 2008.
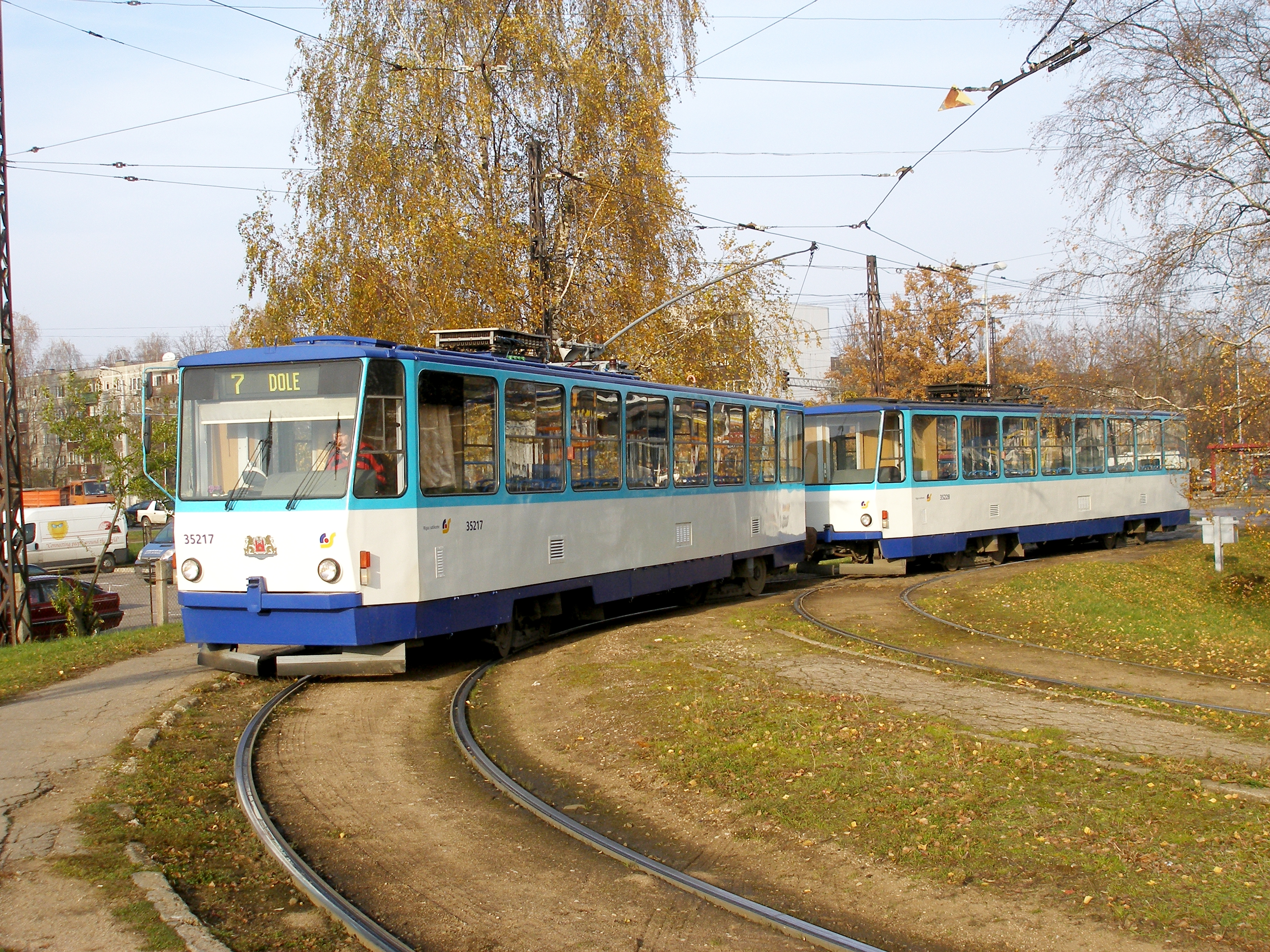
ČKD Tatra T6B5SU; 2010.
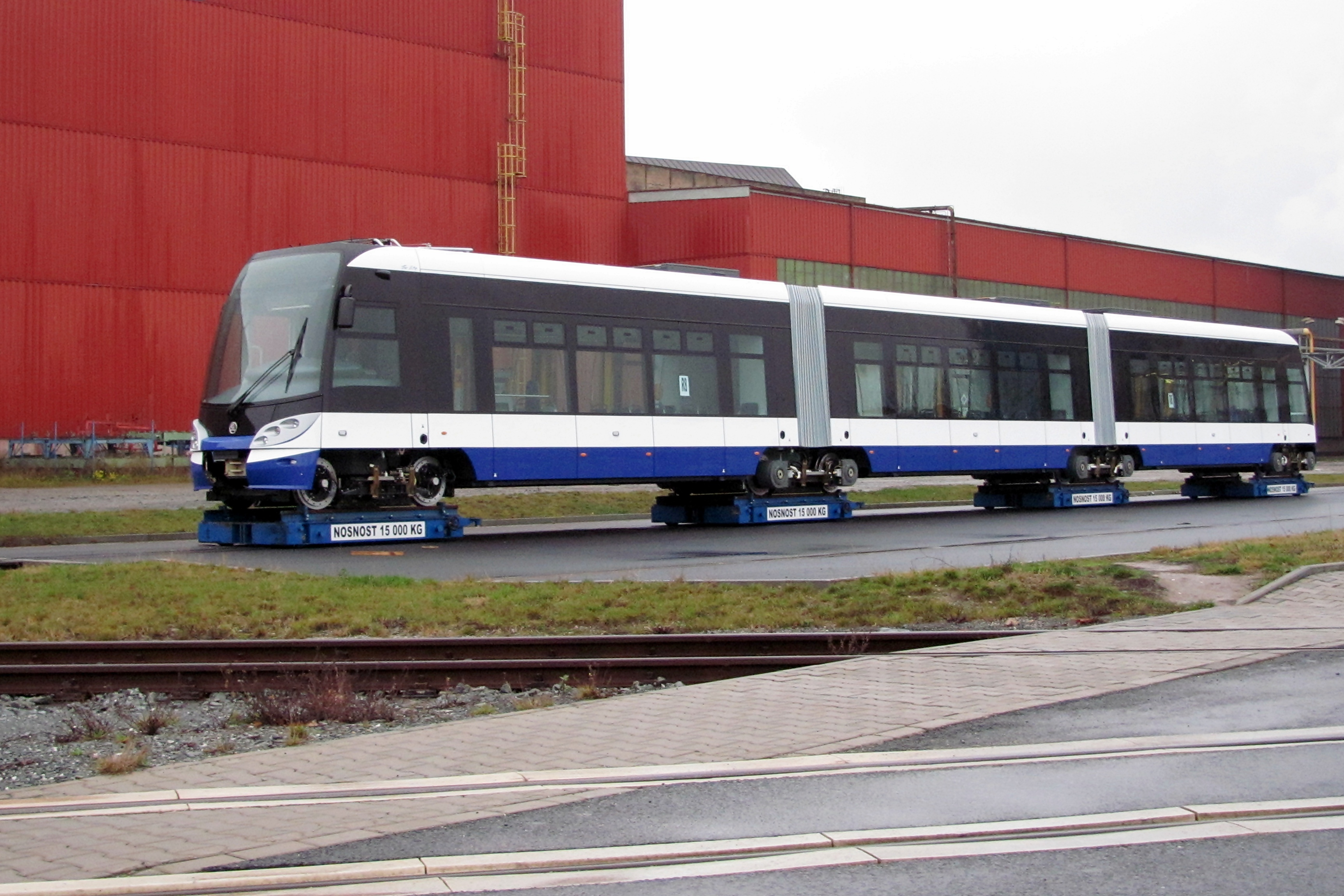
Škoda 15T1 Riga, gereed voor aflevering bij de fabriek in Plzeň (Tsjechië); 2010.
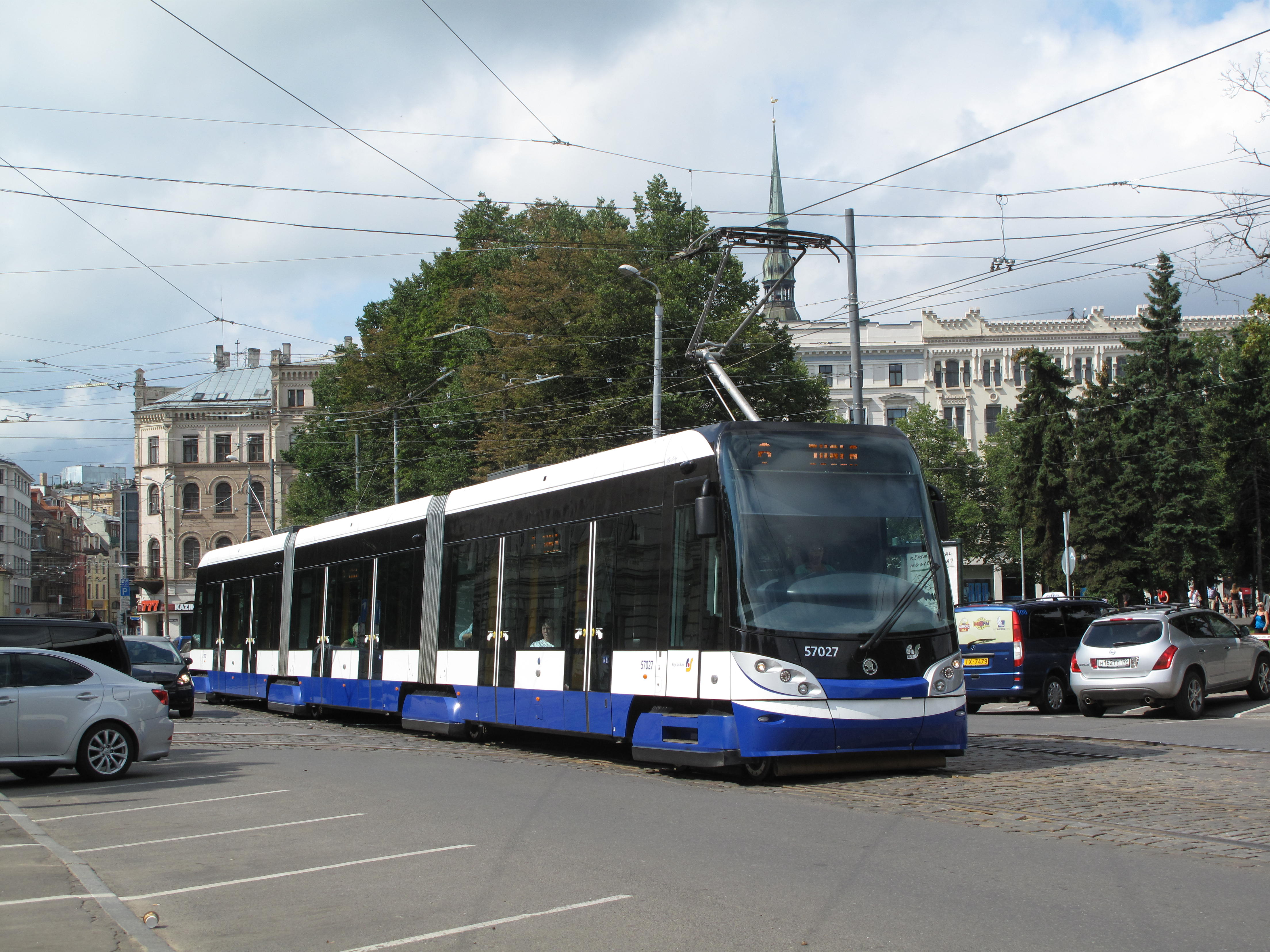
Škoda 15T1 Riga, in dienst op lijn 6; 2011.
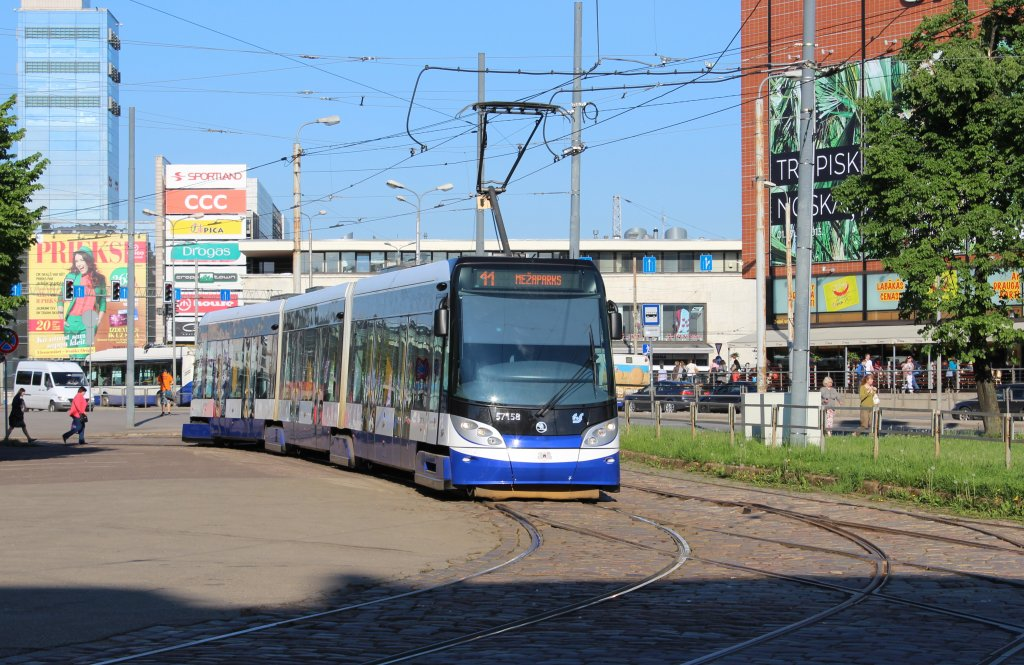
Škoda 15T1 Riga, in dienst op lijn 11; 2013.